# Fraga (Huesca)
Fraga é um município da Espanha na província de Huesca, comunidade autónoma de Aragão, de área 435 km² com população de 13592 habitantes (2007) e densidade populacional de 29,77 hab/km².

## Demografia
| Variação demográfica do município entre 1991 e 2004 | Variação demográfica do município entre 1991 e 2004 | Variação demográfica do município entre 1991 e 2004 | Variação demográfica do município entre 1991 e 2004 |
| --------------------------------------------------- | --------------------------------------------------- | --------------------------------------------------- | --------------------------------------------------- |
| 1991                                                | 1996                                                | 2001                                                | 2004                                                |
| 11491                                               | 11783                                               | 12100                                               | 13035                                               |